# Lopardince
Lopardince (izvirno srbsko Лопардинце) je naselje v Srbiji, ki upravno spada pod Občino Bujanovac; slednja pa je del Pčinjskega upravnega okraja.

## Demografija
V naselju živi 617 polnoletnih prebivalcev, pri čemer je njihova povprečna starost 37,1 let (36,6 pri moških in 37,5 pri ženskah). Naselje ima 204 gospodinjstev, pri čemer je povprečno število članov na gospodinjstvo 4,04.
To naselje je, glede na rezultate popisa iz leta 2002, večinoma srbsko.
|  |

| Demografija | Demografija     | Demografija     |
| Leto        | Št. prebivalcev | Št. prebivalcev |
| ----------- | --------------- | --------------- |
|             |                 |                 |
|             |                 |                 |
|             |                 |                 |
|             |                 |                 |
| 1948        | 817             |                 |
| 1953        | 910             |                 |
| 1961        | 943             |                 |
| 1971        | 937             |                 |
| 1981        | 824             |                 |
| 1991        | 797             | 797             |
| 2002        | 825             | 825             |
|             |                 |                 |

| Etnična sestava po popisu iz leta 2002 | Etnična sestava po popisu iz leta 2002 | Etnična sestava po popisu iz leta 2002 | Etnična sestava po popisu iz leta 2002 | Etnična sestava po popisu iz leta 2002 |
| -------------------------------------- | -------------------------------------- | -------------------------------------- | -------------------------------------- | -------------------------------------- |
| Srbi                                   | Srbi                                   |                                        | 817                                    | 99,03%                                 |
| Albanci                                | Albanci                                |                                        | 2                                      | 0,24%                                  |
| Neznano                                | Neznano                                |                                        | 6                                      | 0,72%                                  |